# Verisign
VeriSign – amerykańskie przedsiębiorstwo z siedzibą w Reston w stanie Wirginia, infrastrukturą.net oraz.com. Verisign oferuje również szereg usług bezpieczeństwa. Zajmuje się raportowaniem o zagrożeniach w sieci i ich łagodzeniem. Firma posiada dwa spośród 13 głównych serwerów internetowych świata: a.root-servers.net oraz j.root-servers.net, które uważane są za krajowe zasoby informatyczne przez amerykański rząd federalny. W 2011 roku firma osiągnęła przychody na poziomie 772 mln złotych.

## Zasada działania
Certyfikat Verisign działa podobnie jak większość tego typu certyfikatów. Opiera się na działaniu podpisu elektronicznego, co oznacza, że Thawte potwierdza tożsamość serwera WWW, czyli dane identyfikacyjne oraz klucz publiczny udostępniającego usługi wymagające zabezpieczenia poprzez szyfrowanie transmisji pomiędzy serwerem WWW a użytkownikiem końcowym. Komunikacja jest zabezpieczona protokołem SSL o różnych siłach szyfrowania, w zależności od wersji posiadanego certyfikatu, minimalne szyfrowanie wynosi 40 bitów i może wynieść nawet do 256 bitów. Szyfrowanie zabezpiecza np. transakcje bankowe na stronie internetowej.

## Wykupienie Thawte
1999 Verisign wykupiło Thawte za kwotę 575 mln USD.

## Projekt Tytan
Verisign zainwestował ponad 500 mln dolarów w projekt Tytan, czyli w globalną inicjatywę która ma zwiększyć przepustowość głównej infrastruktury, a także podnieść poziom systemów bezpieczeństwa. Inwestycja ma zwiększyć dziesięciokrotnie dzienną przepustowość zapytań DNS, z obecnych 400 miliardów zapytań do 4 bilionów zapytań dziennie.

## Dołączenie do inicjatywy IPv6
W 2011 firma Verisign razem z setkami firm, takich jak Cisco, czy też Google, wzięła udział w Światowym Dniu IPv6. W tym dniu firmy uczestniczące uruchomiły na 24 godziny protokół IPv6. Sukces spowodował przyspieszenie przygotowań do trwałego wdrożenia protokołu.

## Rodzaje certyfikatów
Secure Site Pro with EV
- zielony pasek adresu
- technologia SGC(inne języki) (wymusza na przeglądarce szyfrowanie minimum 128-bitowe do 256 bitów)
- polecany dla firm

Secure Site with EV
- zielony pasek adresu
- szyfrowanie minimum 40-bitowe do 256-bitów
- niższy poziom bezpieczeństwa

Secure Site Pro
- technologia SGC
- szyfrowanie minimum 128-bitowe do 256 bitów

Secure Site
- szyfrowanie minimum 40-bitów do 256-bitów